# Herminia anahita
Herminia anahita är en fjärilsart som beskrevs av Edward P. Wiltshire 1952. Herminia anahita ingår i släktet Herminia och familjen nattflyn. Inga underarter finns listade i Catalogue of Life.